# Molibdenite
A molibdenite (Portugal)/molibdenita (Brasil) é um mineral de dissulfureto de molibdênio, com fórmula química  MoS2, que ocorre em veios hidrotermais de alta temperatura associado à cassiterita, fluorita, calcopirita, volframita, scheelita, etc.

## Características
- Cor: cinzento de chumbo
- Brilho: metálico
- Tato: Untuoso
- Densidade: 4,62-4,80[1]
- Dureza: 1-1,5

## Localização geográfica
Encontram-se jazigos  de molibdenita na Boémia (República Checa), Noruega, Suécia, Austrália (estado da Nova Gales do Sul), Inglaterra e Estados Unidos da América (Colorado)